# Staffan Klingspor
Staffan Klingspor till Bällsta och Attarp samt Näsbyholm i Fryele socken och Olhamra i Vallentuna socken, född 26 augusti 1611, och död 5 april 1676 på Attarp i Bankeryds socken, Jönköpings län var en svensk krigare.
Klingspor föddes på Ekolsunds slott, som son till hovjägmästaren Johan von Klingspor och hans hustru Margareta von Buddenbrock. Om hans tidigaste år är lite känt. Han introducerades jämte sin bror på riddarhuset 1633, både hans äldre bror och fader dog redan 1636, och han fick då Bällsta i arv, som han därefter lät bebygga till säteri. 1641 tjänstgjorde han som överstelöjtnant vid Smålands kavalleriregemente. 1644 sändes han med 800 ryttare att täcka artilleriet, som var på väg från Jönköping mot snapphanarna och framkom segrande till Lund. 1645 erhöll han Woislava by och 1647 Demaschowiza ödegods i Ingermanland i förläning.
Han deltog även i Karl X Gustavs polska krig och befordrades 1657 till överste, men fick senare samma år avsked. 1674 utnämndes han till generalmajor för kavalleriet.
Han avled på sin gård Attarp 1676.
Klingspor var sedan 1639 gift med Sofia Anna Chemnitia, adlad von Chemnitz